# آلاله میوه‌کاغذی
آلاله میوه‌کاغذی (نام علمی: Ranunculus papyrocarpus) نام یک گونه از سرده آلاله است. سردهٔ آلاله در ایران ۵۵ گونهٔ علفی یک ساله و چند ساله دارد. آلاله میوه‌کاغذی یکی از ۵۵ گونهٔ موجود در ایران است.